# گیدرواگریگات
گیدرواگریگات (روسی: Гидроагрегат) شرکت هوافضای روس است، که در سال ۱۹۳۹ تأسیس شد.